# Талли (род)
Талли — один из великих домов Вестероса в цикле романов Джорджа Мартина «Песнь Льда и Огня» и сериалах «Игра престолов» и «Дом Дракона», верховные лорды Речных земель с резиденцией в Риверране. На гербе Талли изображена серебряная форель, их девиз — «Семья, долг, честь».

## История династии
Согласно Мартину, Талли упоминались в источниках со времён первых людей как один из владетельных домов в Речных землях; впрочем, в те времена они не выделялись среди других лордов этого региона. Позже Талли заключили союз с андалами, которые передали им земли у слияния рек Камнегонка и Красный Зубец. Построив в этом месте замок Риверран, Талли начали возвышаться и богатеть, хотя и были вынуждены покориться королям Штормовых Земель и Железных Островов. Лорд Риверрана Эдмин поддержал правителя Драконьего Камня Эйегона I Таргариена, когда тот вторгся в Вестерос. В благодарность Эйегон сделал Талли верховными лордами Речных земель; при этом их вассалы Фреи, Бракены, Маллистеры и Блэквуды превосходили их по размерам армий.
Именно Талли помогли королю Мейегору Жестокому подавить мятеж его племянника принца Эйегона, а во время Пляски Драконов поддержавший принцессу Рейениру лорд Кермит Талли разбил армию «зелёных» во главе с лордом Борросом Баратеоном в битве на Королевском Тракте. Талли участвовали и в Войне Девятигрошевых Королей.
При короле Эйерисе Безумном Талли примкнули к восстанию великих домов: лорд Хостер выдал своих дочерей за Хранителя Востока Джона Аррена и лорда Винтерфелла Эддарда Старка, и эти браки проложили путь к престолу для Роберта Баратеона. При этом некоторые знаменосцы Талли встали на сторону Таргариенов, а Фреи сохраняли нейтралитет до битвы на Трезубце.
Когда после смерти Джона Аррена Эддард Старк стал его преемником в качестве десницы короля, Хостер Талли был тяжело болен. Именно в Речных Землях старшая дочь лорда Хостера Кейтилин Старк пленила Тириона Ланнистера, обвинив его в покушении на своего сына Брана. В ответ на это вассал Ланнистеров сир Григор Клиган начал разорять владения лордов Трезубца, а позже Джейме Ланнистер, разбив у Золотого Зуба Пайперов и Вэнсов, прорвался к самому Риверрану. Однако старший сын Эддарда Старка Робб вступил в Речные Земли и разбил Джейме, после чего Талли признали Робба Королём Севера и Трезубца.
Преемником лорда Хостера стал его сын Эдмар. Свадьбу последнего и Рослин Фрей в замке Близнецы назвали «Красной» из-за резни, в ходе которой были убиты Робб Старк, его мать и множество сторонников Старков. Сам Эдмар стал пленником лорда Уолдера Фрея. Его дядя Бринден Чёрная Рыба возглавил оборону Риверрана от войск Ланнистеров и Фреев. В конце концов замок был сдан, Бринден погиб (в сериале «Игра престолов») или бежал (в книгах Мартина). Эдмара отослали в качестве пленника в Бобровый Утёс. Кейтилин Старк воскресла из мёртвых благодаря магическому поцелую лорда Берика Дондарриона и стала главой Братства без знамён под именем леди Бессердечной, чтобы отомстить причастным к Красной Свадьбе людям.

## Оценки
Bloomberg, опубликовавший рейтинг домов Вестероса по финансовому признаку, поставил Талли на одну из нижних позиций: этот дом заметно уступает, по мнению составителей рейтинга, Таргариенам, Ланнистерам, Арренам и Старкам.
Одной из ключевых ценностей для Талли является семья, и в этом смысле, по мнению исследователей, к ним близки Старки.